# Tony Settember
Anthony ”Tony” Settember, född 10 juli 1926 i Manila, Filippinerna, död 4 maj 2014 i Reno, Nevada, var en amerikansk racerförare.
Settember hade kört sportvagnsracing hemma i Kalifornien innan han kom till Europa i slutet av 1950-talet. Han övertalade sin förmögne bekant Hugh Powell att köpa in sig i formelbilstillverkaren Emeryson för en satsning på formel 1. Senare drev Settember och Powell verksamheten vidare under namnet Scirocco-Powell.
Settembers bästa F1-resultat blev en andraplacering i Österrike 1963, en tävling som kördes utanför VM och där endast tre bilar kom i mål. Senare i karriären ägnade han sig åt Can-Am och formel 5000.

## F1-karriär
| Säsong | Stall/Tillverkare | Poäng | Placering |
| ------ | ----------------- | ----- | --------- |
| 1962   | Emeryson          | 0     | -         |
| 1963   | Scirocco-Powell   | 0     | -         |

### Fotnoter
1. ↑  Tony Settember